# كونوتوكسين
الكونوتوكسينات (بالإنجليزية: Conotoxins) هي عائلة كبيرة ومتنوعة من الببتيدات السامة عصبيًا، والتي توجد في سم الحلزونات المخروطية البحرية المفترسة (جنس Conus). يُنتج كل نوع من أنواع الحلزون، التي يزيد عددها عن 800 نوع، مزيجًا فريدًا ومعقدًا من مئات السموم المختلفة، مما يجعل الكونوتوكسينات واحدة من أكثر مجموعات المركبات الطبيعية تنوعًا في العالم.
طورت الحلزونات هذه السموم لشل حركة فريستها بسرعة، والتي تشمل الأسماك والديدان والرخويات الأخرى. تتميز الكونوتوكسينات بقدرتها الاستثنائية على استهداف أنواع محددة جدًا من القنوات الأيونية والمستقبلات العصبية بدقة عالية، مما جعلها أدوات لا تقدر بثمن في أبحاث علم الأعصاب، وساهم في تطوير أدوية جديدة، أبرزها مسكنات الألم القوية.

## التركيب الكيميائي والتصنيف
الكونوتوكسينات هي ببتيدات قصيرة، تتكون عادةً من 10 إلى 30 حمض أميني. يكتسب تركيبها ثلاثي الأبعاد الثبات والاستقرار من خلال روابط ثنائي الكبريتيد المتعددة، وهي التي تمنحها القدرة على الارتباط بأهدافها البيولوجية بدقة.
يتم تصنيفها إلى "عائلات جينية فائقة" (Superfamilies) بناءً على تشابهها الجيني، وإلى "عائلات دوائية" (Pharmacological families) بناءً على هدفها الجزيئي. تشمل العائلات الدوائية الرئيسية:
- ألفا (α): تستهدف مستقبل الأسيتيل كولين النيكوتيني.
- أوميغا (ω): تستهدف قنوات الكالسيوم المعتمدة على الجهد.
- ميو (μ): تستهدف قنوات الصوديوم المعتمدة على الجهد.
- كابا (κ): تستهدف قنوات البوتاسيوم المعتمدة على الجهد.

## آلية العمل
تعمل الكونوتوكسينات عن طريق الارتباط بمواقع محددة على القنوات الأيونية والمستقبلات في الجهاز العصبي، مما يؤدي إلى تعطيل وظيفتها. على سبيل المثال، تعمل ببتيدات أوميغا-كونوتوكسين كحاصرات لقنوات الكالسيوم من النوع N في النهايات العصبية، وهذا يمنع إطلاق الناقلات العصبية المسؤولة عن نقل إشارات الألم، مما يؤدي إلى تأثير مسكن قوي.

## الأهمية العلمية والطبية

### أداة بحثية
بسبب انتقائيتها الشديدة، يستخدم العلماء الكونوتوكسينات "كمسبارات جزيئية" لعزل ودراسة أنواع مختلفة من القنوات الأيونية والمستقبلات، مما ساهم بشكل كبير في فهم أساسيات وظائف الجهاز العصبي.

### تطبيقات علاجية
يعتبر زيكونوتيد (Ziconotide) التطبيق الطبي الأكثر نجاحًا للكونوتوكسينات حتى الآن. وهو نسخة اصطناعية من ببتيد أوميغا-كونوتوكسين، وتمت الموافقة عليه كدواء لعلاج الآلام المزمنة الشديدة التي لا تستجيب للمسكنات الأفيونية. يتم حقنه مباشرة في السائل النخاعي لتوفير تسكين قوي للألم.
بالإضافة إلى تسكين الألم، يجري البحث حاليًا حول إمكانية استخدام أنواع أخرى من الكونوتوكسينات في علاج أمراض مثل الصرع، وداء باركنسون، وحتى بعض أنواع السرطان.